# Sunfish
Le Sunfish est une classe de dériveur de 4,20 mètres de long, d'une masse de 59 kilogrammes, créé dans les années 1950. C'est le premier dériveur ayant connu une diffusion de masse 300 000 exemplaires (année 2001).

## Description et historique
Bateau destiné avant tout au loisir et très répandu dans les clubs de vacances, les hôtels et les stations balnéaires de la zone Amérique Caraïbes, sa solidité sa simplicité et sa monotypie en ont aussi fait un bateau-support de régate et de championnats nombreux et disputés, comme ce fut le cas pour le Laser, quoique l'ambiance des compétitions reste marquée d'un esprit fun et beach culture assez bon enfant que l'on retrouve chez les véliplanchistes et les pratiquants du Hobie Cat.
Le chantier constructeur Alcort (nom de marque basé sur les noms des deux concepteurs Alex Bryand et Cortlandt Heiniger) a été ensuite amalgamé au très puissant groupe AMF (American Machine and Foundry) spécialisé dans les produits de loisir aux États-Unis, groupe un temps propriétaire de la prestigieuse marque de motos Harley-Davidson et des skis Head.
Sur le continent européen, sa diffusion a été plus restreinte, bien qu'il ait été importé par la société néerlandaise Ten Cate, qui diffusa la planche à voile originale (Windsurfer) au cours des années 1980.
Aujourd'hui, les droits de production et la diffusion du Sunfish appartiennent à la société Laser Performance (groupe MacLaren) qui construit et diffuse le Laser.
Une innovation intéressante fut introduite en 1972 : un système permettant au safran de gouvernail de se relever au choc (comme sur le Hobie Cat et beaucoup d'autres catamarans).
Sa voile latine, très caractéristique, gréée sur une antenne, avec un mât court, est dissymétrique au virement de bord, toutefois une version avec un gréement Catboat marconi classique, comme sur le Finn, le Laser ou l'Europe existe aussi (on parle alors de Super Sunfish).
L'écrivain non conformiste Jacques Sternberg, qui aimait beaucoup le dériveur léger et possédait un Zef se vit offrir un Sunfish flambant neuf par un lecteur admirateur.
Une photo de Sternberg en plein rappel sur son Sunfish illustrait sa nécrologie parue dans la revue Voiles et Voiliers.